# Claus Kröncke

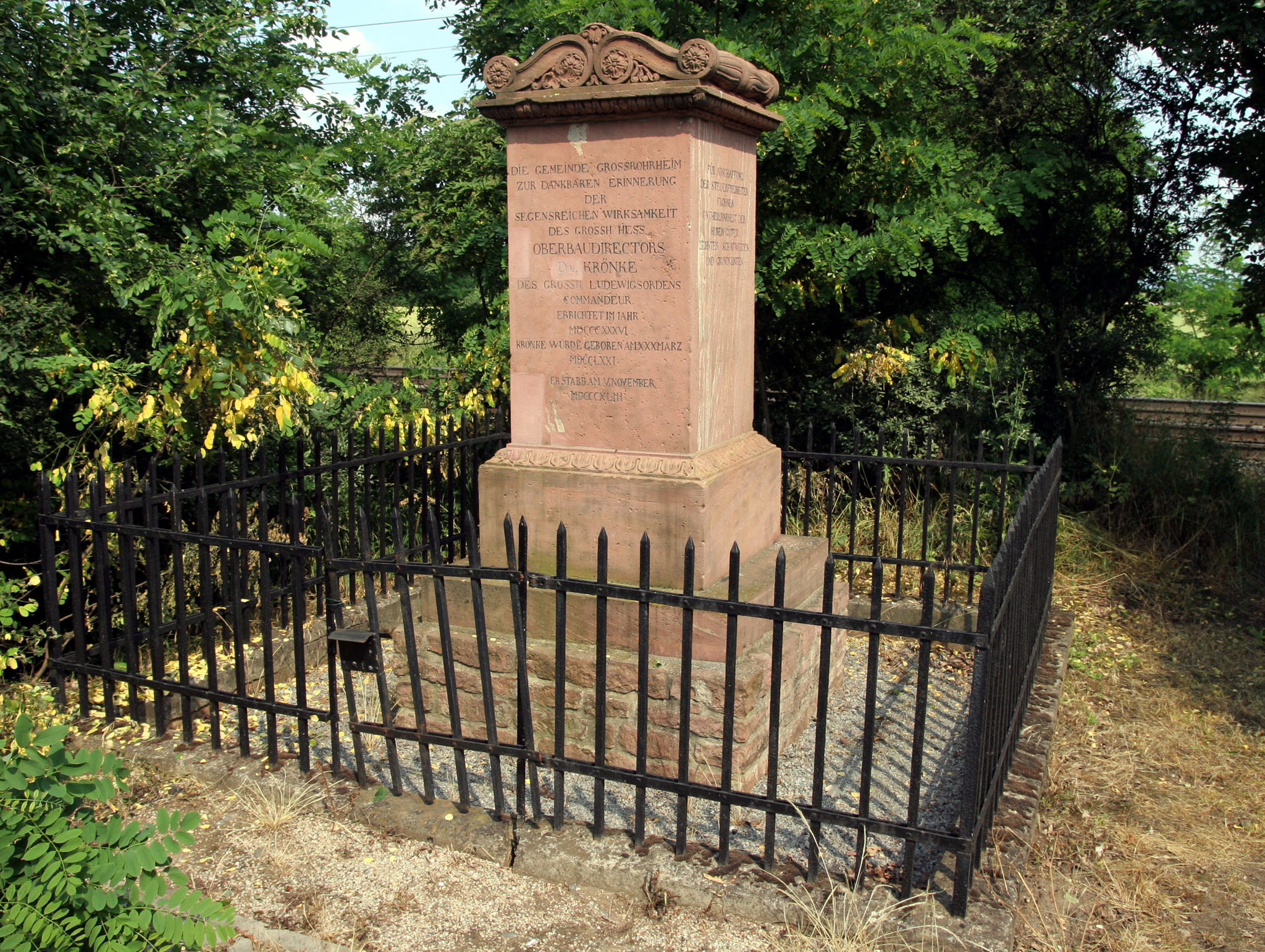
Das Denkmal für Claus Kröncke

Claus Kröncke (* 29. März 1771 in Osten (Oste) (damals: Kirchosten); † 5. November 1843 in Darmstadt), in der Literatur oft auch fälschlich Krönke geschrieben, war ein deutscher  Ingenieur, Beamter und Abgeordneter der Zweiten Kammer der Landstände des Großherzogtums Hessen. Bekannt ist er vor allem durch den von ihm geplanten und organisierten Rheindurchstich im Hessischen Ried.

## Familie
Claus Kröncke stammte aus einer Bauern- und Deichgrafenfamilie und war ein Sohn des Hausmanns Hermann Kröncke (1729–1786) und dessen Frau Catharina Margarethe von Rönn (1735–1784).
Am 15. Mai 1800 heiratete er in Darmstadt Dorothea Reuling (1777–1846), Tochter des hessen-darmstädtischen Generalstabsarztes Georg Friedrich Reuling (1739–1799). Aus der Ehe gingen hervor:
- Adelheid Kröncke (1801–1831). Sie heiratete 1827 den Direktor des Friedberger Lehrerseminars Wilhelm Curtmann (1802–1871)[3].
- Hermann Kröncke (1802–1841)[4] wurde Bensheimer Kreisbaumeister.
- Sophie Kröncke (1809–1872) heiratete 1830 den Darmstädter Hofgerichtspräsidenten Friedrich Lotheissen (1796–1859)[5] und war Mutter des Wiener Literaturhistorikers Ferdinand Lotheissen (1833–1887).

## Beruflicher Werdegang
An der Hamburger Handelsakademie studierte Kröncke bei Johann Georg Büsch (1728–1800) Mathematik. 1798 ging er nach Gießen, wo er hessen-darmstädtischer Chaussee-Inspektor wurde und nach seiner Promotion zum Dr. phil. eine Professur an der Universität Gießen für Wasser-, Straßen-, Mühlen- und Brückenbau innehatte.
Am 24. Mai 1802 wurde Kröncke Nachfolger von Carl von Wiebeking als Rheinbauinspektor und Steuerrat der Landgrafschaft Hessen-Darmstadt (ab 1806: Großherzogtum Hessen). Kurz nach 1802 wurde er Mitglied in der „Steuerdeputation“ und der „Gesetzgebungskommission“, die Steuer- und Verwaltungsreformen in den ersten beiden Jahrzehnten des 19. Jahrhunderts und in den ersten Jahren des Bestehens des Großherzogtums organisierten.
Später wurde er zum großherzoglichen Geheimrat, Oberbauinspektor zu Darmstadt ernannt und Sektionsdirektor an der Oberfinanzkammer, der zentralen Steuerbehörde des Großherzogtums.
1838 wurde Kröncke in den Ruhestand versetzt.

## Der Rheindurchstich
Der Rhein war damals mit seinen Schleifen für die Bevölkerung durch regelmäßige Hochwasser und Dammbrüche eine ständige Bedrohung. Immer wieder kam es zu großen Schäden. Die Sumpfgebiete im Hessischen Ried stellten zudem eine gesundheitliche Bedrohung für die Bewohner dar. Um diese Gefahren zu mindern, beschloss das Großherzogtum Hessen (Hessen-Darmstadt) den Rheindurchstich. Claus Kröncke plante diesen an der Stelle der damaligen Rheininsel Geyer und organisierte die Arbeiten. Am 31. März 1828 wurde mit den Baumaßnahmen begonnen.
Das neue Rheinbett wurde mit etwa 24 Metern Breite, einer Tiefe von 6 Fuß 1 Zoll (was 1,53 Metern entsprach) und einer Länge von 3625 Metern, ausgehoben. Am 30. April 1829 wurden die Bauarbeiten mit dem Durchstich beendet. Der Durchstich war so angelegt, dass die Strömung des Rheins durch Erosion das heute deutlich breitere (308 m) und tiefere Flussbett selbst frei spülte. Die Kosten für den Durchstich betrugen 285.000 Gulden.
Schon wenige Tage nach dem Durchstich war die Abkürzung mit den damaligen Schiffen befahrbar. Die durch den Rheindurchstich geschaffenen Überflutungsflächen konnten auch die Hochwassergefahr weitgehend bannen und zusätzliches Ackerland war gewonnen. Der Wasserspiegel des Rheines sank bis Rheindürkheim um 0,75 bis 1 m. Die Schifffahrtsstrecke verkürzte sich um 9,625 km, weil die 16 km lange Rheinschleife nicht mehr durchfahren werden musste. Infolge des Durchstichs wurde der Kühkopf eine neue Rheininsel und ist seit 2008 zusammen mit der nördlich gelegenen Knoblochsaue und einigen kleineren Inselchen im Altrhein das Europa-Reservat Kühkopf-Knoblochsaue. Es ist das größte hessische Naturschutzgebiet. Der alte Flussverlauf des Rheins – nun der Stockstadt-Erfelder Altrhein – bildete weiterhin die Grenze zwischen den beiden hessen-darmstädtischen Provinzen Rheinhessen und Starkenburg. Der Grenzverlauf wurde nicht geändert, so dass der Kühkopf aufgrund des Durchstichs zu einem der wenigen rechtsrheinischen Gebiete der Provinz Rheinhessen wurde.

## Abgeordneter
Claus Kröncke wurde 1820 für den Wahlkreis Darmstadt als Landtagsabgeordneter in die Zweite Kammer der konstituierenden Landstände des Großherzogtums Hessen gewählt und nahm das Mandat bis 1821 wahr.

## Ehrungen
Kröncke erhielt zahlreiche Ehrungen. Schon zu Lebzeiten wurde ihm ein Denkmal gesetzt. Das von dem Darmstädter Hofbildhauer Philipp Johann Joseph Scholl geschaffene Kröncke-Denkmal befindet sich an der ehemaligen Bundesstraße 44, zwischen Gernsheim (Klein-Rohrheim) und Groß-Rohrheim neben der Riedbahn an einer Brücke.
Am 25. Juli 1839 wurde ihm das Kommandeurkreuz des Zähringer-Löwenordens verliehen.
In Gernsheim, Groß-Rohrheim und Stockstadt am Rhein sind je eine Straße nach Claus Kröncke benannt.

## Wissenswert
Claus Kröncke war 1816 Mitbegründer der Freimaurerloge Johannes der Evangelist zur Eintracht in Darmstadt.

### Werke (Auswahl)
nach Erscheinungsjahr geordnet 
- Versuch einer Theorie des Fuhrwerks mit Anwendung auf den Strassenbau. 1. Aufl.: Tasché, Chemnitz 1801; 2. Aufl.: Tasché & Müller, Gießen 1802.
- Das Steuerwesen nach seiner Natur und seinen Wirkungen untersucht. Heyer, Darmstadt 1804.
- Untersuchungen über den Werth des Holzes und über die Wichtigkeit der Holzersparung, mit Vorschlägen begleitet, wie diese Ersparung im Grossen zu bewirken seyn möchte. Ein Beytrag zur höheren Forstwissenschaft. G. F. Heyer, Darmstadt 1806.
- Ausführliche Anleitung zur Regulirung der Steuern. Tasché & Müller, Giesen 1810.
- Praktische Abhandlungen über wichtige Geschäfte bey Regulirung der Steuern. Heyer, Darmstadt 1815.
- Ueber die Grundsätze einer gerechten Besteuerung. Groos, Heidelberg 1819.
- Über die Nachtheile der Zehnten und den Erfolg der bisherigen Zehntverwandlungen im Fürstenthume Starkenburg. Darmstadt, 1819.
- Vortrag des Herrn Ober-Baudirektors Kröncke über den Rheindurchstich am Geyer. In: Hessen-Darmstadt Kammer der Landstände (2): Verhandlungen der Zweiten Kammer der Landstände des Großherzogthums Hessen. Leske, 1824, S. 143–191 (Volltext in der Google-Buchsuche).
- Ueber die Durchgrabung der Erdzunge am Geyer zur besseren Leitung des Rheins zwischen Worms und Oppenheim nach den desfallsigen Verhandlungen bei der zweiten Kammer der Landstände des Großherzogthums Hessen. Leske, Darmstadt 1826.
- Vorschlag und vorläufiger Plan zu einer für das Großherzogthum Hessen allgemeinen Privat-Wittwen- und Waisenkasse nebst Vergleichung dieses Vorschlages mit den verschiednen bestehenden Privat-Wittwen- und Waisenkassen. Leske, Darmstadt 1829.
- Gründe einiger Bestimmungen in den Statuten der Ludwigs- und Wilhelminen-Stiftung. Leske, Darmstadt 1829.
- Ueber Aufhebung, Ablösung und Verwandlung der Zehnten, so wie über den Abkauf der Grundrenten. Heyer, Darmstadt 1831.
- Über die Ablösung der Grundrenten. Heyer, Darmstadt 1832.

- Über Rentenanstalten. Jonghaus, Darmstadt 1840.
- Über die geistlichen Wittwenkassen im Grossherzogthume Hessen, u. über die gräflich Erbach-Fürstenauische Diener-Wittwenkasse. Ein Beytrag zu den Berechnungen bey Gründung und Prüfung der Beamten-Wittwenkassen. Jonghaus, Darmstadt 1842.

### Sekundärliteratur
nach Autoren / Herausgebern alphabetisch geordnet 
- Gerold Bielohlawek-Hübel: Wie der Kühkopf entstand. Krönckebuch. Das Werk des Großherzoglichen Darmstädter Wasserbaudirektors Dr. Claus Kröncke. Forum-Verlag, Riedstadt 2004, ISBN 3-937316-03-5.
- Eckhart G. Franz, Peter Fleck, Fritz Kallenberg: Großherzogtum Hessen (1800) 1806–1918. In: Walter Heinemeyer, Helmut Berding, Peter Moraw, Hans Philippi (Hg.): Handbuch der Hessischen Geschichte. Band 4.2: Hessen im Deutschen Bund und im neuen Deutschen Reich (1806) 1815–1945. Die hessischen Staaten bis 1945 = Veröffentlichungen der Historischen Kommission für Hessen 63. Elwert. Marburg 2003. ISBN 3-7708-1238-7
- Jochen Lengemann: MdL Hessen. 1808–1996. Biographischer Index (= Politische und parlamentarische Geschichte des Landes Hessen. Bd. 14 = Veröffentlichungen der Historischen Kommission für Hessen. Bd. 48, 7). Elwert, Marburg 1996, ISBN 3-7708-1071-6, S. 227.
- Klaus-Dieter Rack, Bernd Vielsmeier: Hessische Abgeordnete 1820–1933. Biografische Nachweise für die Erste und Zweite Kammer der Landstände des Großherzogtums Hessen 1820–1918 und den Landtag des Volksstaats Hessen 1919–1933 (= Politische und parlamentarische Geschichte des Landes Hessen. Bd. 19 = Arbeiten der Hessischen Historischen Kommission. NF Bd. 29). Hessische Historische Kommission, Darmstadt 2008, ISBN 978-3-88443-052-1, Nr. 484.
- Helmut Schulz: Kroencke, Claus. In: Neue Deutsche Biographie (NDB). Band 13, Duncker & Humblot, Berlin 1982, ISBN 3-428-00194-X, S. 58 f. (Digitalisat).